# Southampton Plot
Der Southampton Plot war eine Verschwörung im Jahr 1415 gegen König Heinrich V., die das Ziel hatte, ihn durch Edmund Mortimer, 5. Earl of March zu ersetzen. Die drei Hauptverantwortlichen waren Mortimers Schwager Richard of Conisburgh, 1. Earl of Cambridge, Henry Scrope, 3. Baron Scrope of Masham (dessen Onkel Richard le Scrope 1405 für seine Verwicklung in eine Revolte hingerichtet worden war) und Sir Thomas Grey of Heton.
Der Anschlag auf den König sollte kurz vor der Einschiffung der englischen Truppen nach Frankreich, im Zusammenhang mit der Wiederaufnahme des Hundertjährigen Krieges, erfolgen. Sie sollten von Lollarden-Revolten durch Sir John Oldcastle im Westen und dem Haus Percy im Norden unterstützt werden.
Der potentielle Nutznießer der Verschwörung, der Earl of March, wurde erst kurz vor dem Losschlagen informiert und verriet den Plan seinerseits prompt (am 31. Juli 1415) an das potentielle Opfer. Die drei Anführer wurden umgehend verhaftet und Grey wurde am 3. August, die beiden Peers am 5. August hingerichtet. Heinrich konnte bereits am 11. August nach Frankreich Segel setzen.